# Чад Герлі
Чад Мередіт Герлі (англ. Chad Meredith Hurley; нар. 24 січня 1977, Редінг, Пенсільванія, США) — американський підприємець, співзасновник популярного сайту для обміну відео YouTube і додатка MixBit, радник та колишній генеральний директор YouTube. У жовтні 2006 року він разом з Стівом Ченом продали YouTube за $ 1,65 млрд корпорації Google. Ключовий внесок Чада Герлі в Youtube — розробка системи тегів і аспектів обміну відео.
Вважається членом так званої «мафії PayPal» — неформального об'єднання інвесторів і підприємців, які працювали в «PayPal» до її поглинання EBay у 2002 році. Зокрема, одним з його завдань було створення першого логотипу PayPal.

## Ранні роки
Народився в 1977 році в місті Редінг (Пенсільванія), третя дитина в сім'ї. З дитинства цікавився комп'ютерами й електронними медіа, але в більшій мірі досяг успіху в області дизайну. Навчаючись у середній школі став членом Технологічної учнівської асоціації. Після закінчення школи в 1995 році вступив до Пенсильванського університету в Індіані на мистецький факультет образотворчого мистецтва.

## Кар'єра

### PayPal
Чад був першим дизайнером інтерфейсу користувача в PayPal, де він відіграв фундаментальну роль у ранньому розвитку стартапу. Він э автором першого логотипу PayPal.

### YouTube
За легендою створення сервісу YouTube, ідея сервісу зародилася коли Герлі не зміг відправити своєму другу зняте на телефон відео в січні 2005 року. Герлі як досвідчений дизайнер розробив інтерфейс, назву, логотип і дизайн сайту і привернув партнерів-програмістів — колишніх колег по PayPal Джаведа Каріма і Стіва Чена, вони втілювали в життя ідеї, які Герлі малював на дошці.
Перший час сайт функціонував в некомерційному режимі, першу рекламу на сайті Герлі поставив з жартівливими вибаченнями перед користувачами: «грошей не вистачає заплатити водопровідникові», до цього часу проєкт вже збирав до дев'яти мільйонів унікальних користувачів в день.

### Після YouTube
28 жовтня 2010 року оголосив про відхід з YouTube. Після цього Герлі зосередив зусилля на створенні чоловічого одягу. Так, на подив громадськості, пішовши зі світу програмістів, Герлі взявся за розробку одягу для програмістів.

### MixBit
В серпні 2013 року Стівн Чен і Чад Герлі заснували компанію MixBit, що займалась розробкою додатка для редагування відео зі смартфону.

### Формула-1
Герлі був основним інвестором в US F1 Team — американський проєкт команди Формули-1, яка мала вийти на змагання 2010 року. Однак 2 березня 2010 року персонал команди був звільнений, а проєкт неофіційно закритий, ніяких коментарів з цього приводу від Герлі не надходило.

### NBA and MLS Ownership
Чад Герлі є співвласником баксетбольного клубу Голден Стейт Ворріорз (НБА) і футбольного клубу «Лос-Анджелес» (MLS).

## Особисте життя
Був одружений з Кеті Кларк, донькою американського мільярдера Джеймса Кларка. Пара розлучилась в 2012 році. В 2020 році Герлі одруживя з Елайз Волден.